# Zamostje (obwód kurski)
Zamostje (ros. Замостье) – słoboda w zachodniej Rosji, centrum administracyjne sielsowietu zamostjańskiego w rejonie sudżańskim obwodu kurskiego.

## Geografia
Miejscowość położona jest nad rzeką Sudża, 1,5 km od centrum administracyjnego rejonu (Sudża), 87 km od Kurska.

## Demografia
W 2010 r. miejscowość zamieszkiwało 2114 osób.